# アルフレッド・パッカー事件

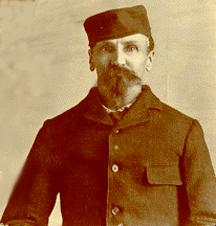
刑務所に収監されていた当時のアルフレッド・パッカー (Alfred G. "Alferd" Packer)

アルフレッド・パッカー事件（アルフレッド・パッカーじけん、英語：Alferd Packer）とは、1873年から翌年にかけてアメリカ合衆国コロラド州で発生した強盗殺人および人食事件である。事件はアルフレッド・パッカー（1842年1月21日 – 1907年4月23日）が実行し、当初は死刑が宣告されたが、のちに「過失致死罪」として懲役40年に減刑された。

## 事件の概要
1873年11月、ユタ州ソルトレイクを出発した19名のパーティーがいた。彼らは世界を熱狂させたゴールドラッシュの波に乗り、一攫千金を狙った一行であった。彼ら19名のガイド役を務めたのが探鉱者（山師）のアルフレッド・パッカー（アルフレッド・G・「アルフェルド」・パッカー、Alfred G. "Alferd" Packer）である。さて、山中で金を求める19名だったが、そのうち10名は、途中でたどり着いた集落のインディアンから「金など見つからない。あきらめて引き返したほうがよい」との忠告を受け、それに従って山を下りた。諦められない残りの9名は一攫千金を求め、なおも山中で金を探し求めていたが、さらに4名が「パッカーが信用できない」と判断して引き返したが、その4人のうち2名が途中で遭難死した。山に最終的に残った5人のうち4名も結局生きて戻ることはなかった。
翌年の3月になって、パッカーがただ1人で戻ってきた。4名に置き去りにされたと主張していたが、その割には血色もよく、多額の金銭を持っていた。彼はあちこちの酒場で山中での武勇伝を言いふらしていたが、話すたびに内容が異なっている。そのため、彼が4人を殺したのではないか、との噂が立ち始めた。
そんな折、2人のインディアンが保安官を尋ねてきた。山中で白人の肉を拾ったという。その肉には明らかに刃物で解体した形跡があったため、パッカーが4人を殺し、死体を食べた疑いで追及された。それに対してパッカーが語ることには、「食料不足のために共食いが始まり、弱いものから殺害された。最後に生き残ったベルという男に襲われたので、反対に彼を殺害し、その肉を食って生き延びた」。これが事実であれば、パッカーの行いは正当防衛であり、生き残るためには仕方のないことだったと見なせる。
その後、4人の死体が発見された。そのうち3人の後頭部には銃撃を受けた痕跡があり、もう1人は頭部を粉砕されていた。さらに、現場近くの小屋の中から4人の犠牲者の所持品が発見された。パッカーの証言は明らかにデタラメで、彼が4人全員を殺害し、春が来るまで遺体を「食料」としていたのは間違いない。

## 裁判
保安官はパッカーを起訴しようとしたが、その前に彼は逃亡してしまった。それから9年後の1883年、パッカーがワイオミング州でジョン・シュワーツと名乗り、無法者の一団に加わっているとの目撃情報がもたらされる。同年3月12日、パッカーは逮捕され、コロラド州に連行された。
1883年4月3日、パッカーの裁判はイスラエル・スワン殺害容疑から開始された。彼は法廷で「仲間は一方的に殺し合いをした。自分はベルしか殺害していない。そして、これは正当防衛だった」と無罪を主張した。しかし、最初の陪審員は彼の主張を認めず、結局有罪となり死刑が宣告された。
しかし1885年10月に、最高裁は再審の許可を出した。パッカーはそれぞれの殺人で有罪となり、合計で懲役40年の判決が下された。この懲役40年は当時の有期刑としては最長であった。判事はパッカーに判決を言い渡しながら、こう罵ったという
「ヒンズデール郡には7人きりしか民主党員がいないのに、貴様はそのうちの5人を食いやがった！このケチな共和党のクソッタレが！」
パッカーは重労働17年の刑を務めた後、恩赦により1901年1月1日に釈放された。彼は1907年4月24日にデンパー近くの牧場において65歳で死去したが、死ぬまで無罪であると主張していた。

## 備考
- 共和党員のパッカーに食われた犠牲者がすべて民主党員であったことから『民主党員を喰った男』という歌が流行した。
- コロラド州立大学の学生食堂は彼にちなんで「アルフレッド・パッカー記念食堂」と命名されている。
- パッカーの事件を題材にして、コロラド大学の学生で後に『サウスパーク』を手がけることになるトレイ・パーカーが『カンニバル！ ザ・ミュージカル』（en:Cannibal! The Musical）という映画を製作し、1996年に公開されている。ただし、ミュージカル映画である上に内容は脚色が多い。

## 引用
1. ↑  Nash, Robert Jay (1994). Alferd Packer. In Encyclopedia of Western Lawmen & Outlaws. Da Capo Press.  pp. 250-251. ISBN 0-306-80591-X. Google Print. Retrieved 2005-04-13.

## 参考図書
- 『カニバリズム-最後のタブー』ブライアン・マリナー　青弓社　1993年